# Stenoma crambitella
Stenoma crambitella es una especie de polilla del género Stenoma, orden Lepidoptera.
Fue descrita científicamente por Walsingham en 1889.

## Distribución
Se distribuye por Estados Unidos.